# Peucedanum lowei
Peucedanum lowei är en flockblommig växtart som beskrevs av Menezes. Peucedanum lowei ingår i släktet siljor, och familjen flockblommiga växter. Inga underarter finns listade i Catalogue of Life.